# Benesat, Sălaj

Benesat (în maghiară Benedekfalva, în trad. "Satul lui Benedict") este satul de reședință al comunei cu același nume din județul Sălaj, Transilvania, România.

## Istoric
Prima mențiune documentară a Benesatului datează din anul 1475, când a fost amintit sub numele de Benedfalwa.

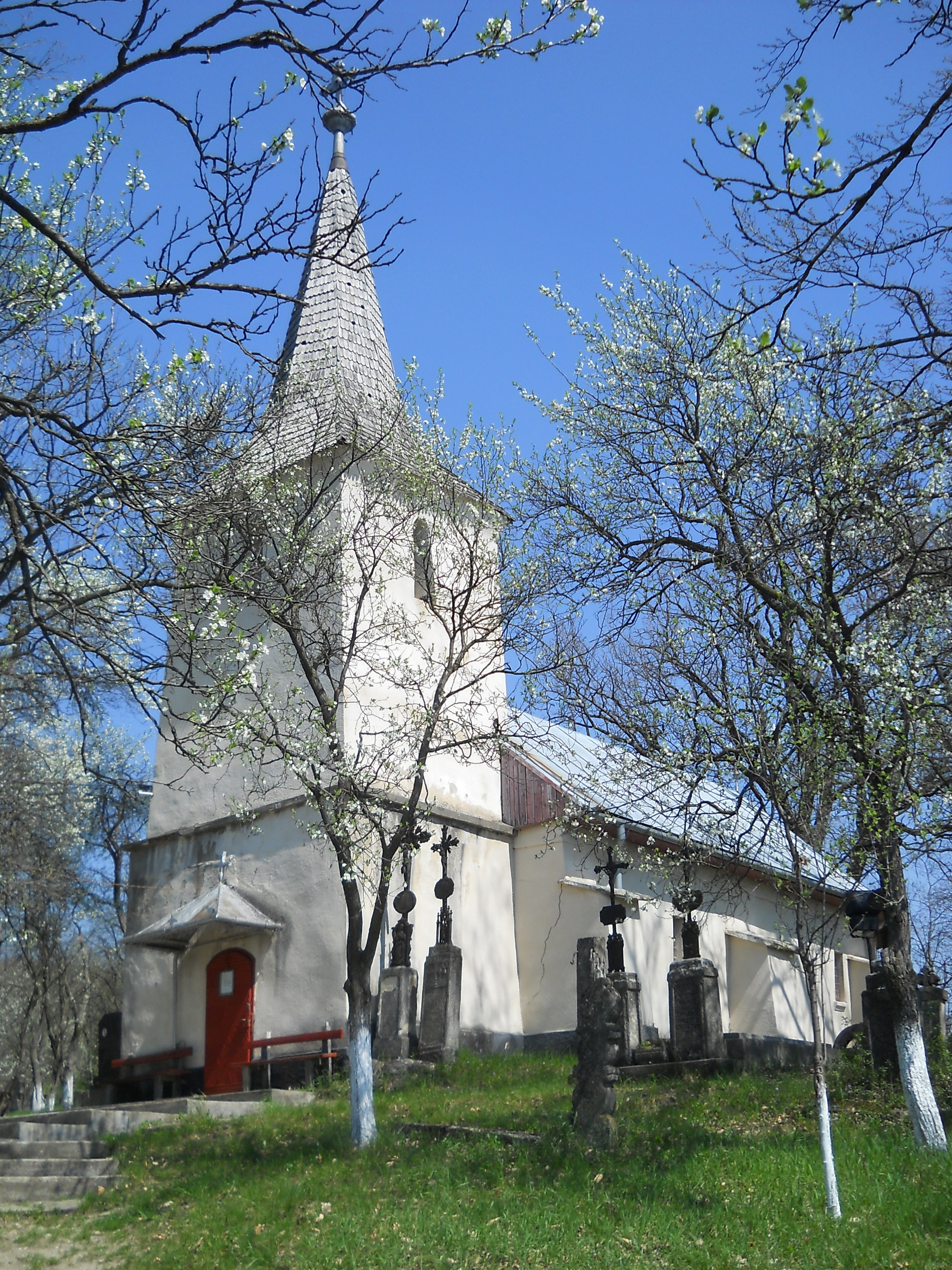
Biserica Sf. Arhangheli Mihail și Gavriil din Benesat, monument istoric din România, clasificat cu numărul: SJ-II-m-B-05019.01.

## Date demografice
Conform datelor recensământului din martie 2002, numărul locuitorilor comunei era de 1.779 persoane, dintre care 71,50% români și 28,50% maghiari.